# Дика орхідея 2: Два відтінки смутку
«Дика орхідея 2: Два відтінки смутку» (англ. Wild Orchid II: Two Shades of Blue) - американський кінофільм 1991.

## Зміст
Все чого хотіла Блю це бути звичайним південно-каліфорнійським підлітком 1950-х років, мати свого хлопця і безліч нормальних друзів. До нещастя, в долі на цей рахунок були інші плани. Дана еротична драма (пов'язана з попередником тільки назвою та іменем режисера) описує історію дівчини. Батько Блю наркозалежний джаз-музикант, а кинула їх мати - повія. Неприємності починаються, коли у її батька закінчується героїн і, внаслідок настав розлади той втрачає здатність грати. Блю намагається йому допомогти, і знаходить гроші на ін'єкції, але коли він усвідомлює, що для цього його дочка продала себе власникові клубу - він помирає від потрясіння. Блю продовжує працювати в клубі, але там її справи йдуть неважливо і господар клубу продає її на престижний бордель спеціалізується по високопоставленим чиновникам. В один з вихідних днів на порозі церкви вона зустрічає привабливого молодої людини. Джош втілює всі її мрії , він добрий, підтягнутий і акуратний. Однак вона не може йому розповісти правду про свою професію і вони повинні розлучитися. Блю пригнічена, в такому стані вона стає дівчиною за викликом. Один з її клієнтів, сенатор, пропонує їй заробити і взяти участь у приватній вечірці, де, як з'ясовується її чекає групове зґвалтування. Те, що відбувається він знімає на камеру, але в найкритичніший момент, з'являється її шофер Саллі, що став її другом. Він врятує її і вони разом тікають з міста, в кінцевому підсумку, потрапляючи в місто Джоша. Там закохані знову зустрічаються. Незабаром там їх знаходить і розгнівана господиня борделя. І щоб розлучити їх, вона демонструє Джошу відеозапис з Блю зроблену сенатором.

## Ролі
| Актор                | Роль              |
| -------------------- | ----------------- |
| Ніна Семашко         | Блю МакДональд    |
| Венді Г'юз           | Елль              |
| Том Скеррітт         | Хем МакДональд    |
| Роберт Дави          | шофер Саллі       |
| Брент Фрейзер        | Джошуа Уінслоу    |
| Крістофер МакДональд | сенатор Діксон    |
| Джо Далессандро      | Жюль              |
| Кейсі Сендер         | капітан Едвардс   |
| Стаффорд Морган      | полковник Уінслоу |
| Дон Блумфілд         | Джей Джей Кларк   |
| Глорія Рубен         | Селеста           |

## Знімальна група
- Режисер — Залман Кінг
- Сценарист — Залман Кінг
- Продюсер — Рафаель Айзенман, Девід Саундерс, Марк Деймон
- Композитор — Джордж С. Клінтон